# Анафас
Анафас (др.-греч. Ἀναφᾶς) — персидский аристократ, предположительно одним из семи персов, убивших узурпатора Бардию в 521 г. до н. э. Происходил по прямой линии от Атоссы, сестры Камбиса, который был отцом Кира Великого. Цари Каппадокии вели свое происхождение от Анафаса, который получил управление Каппадокией, освобожденное от налогов. Анафасу наследовал его сын с таким же именем, а последнему — Датам.

## Биография
У Камбиза, отца Кира, как пишет Диодор, была сестра Атосса, которая была замужем за царем Каппадокии Фарнаком. От этого брака родился сын Галл, его сыном был Смердис, а от Смердиса происходил Артамн. К Артамну и возводил происхождение Анафас — один из семи персов. Несмотря на то, что Анафас не упоминается у Геродота как один из заговорщиков, Ктесий называет среди них Онофаса, которого отождествляют с упомянутым у Геродота Отаной. Отана у Геродота имел сына Анафа, предводителя киссиев. Анафа, предок каппадокийских царей, получил в награду за доблесть Каппадокийскую сатрапию с тем условием, что не будет платить дань персам. Это совпадает с тем, что говорит Геродот о роде Отаны и говорит в пользу отождествления Отаны и Анафаса / Онофаса. После смерти его сына Анафа царство перешло к Датаму, а затем к Ариамну (Ариарамну), которому наследовал старший сын Ариарат I, правивший с 331 г. в Каппадокии. Впоследствии его владения отошли к Евмену из Кардии, а затем к Антигону.